# جانغ هي-جين
جانغ هي-جين (هانغل: 장희진) هي عارضة وممثلة كورية جنوبية، ولدت في 9 مايو 1983 في سول في كوريا الجنوبية.

## أعمال

### مسلسلات
- العالم الذي يمشي في الليل .
- بابل (2019).
- زهرة الشر (2020)
- الكم الأحمر.[5]
- السيدة (2023)[6]

## وصلات خارجية
- جانغ هي-جين على موقع IMDb (الإنجليزية)
- جانغ هي-جين على موقع قاعدة بيانات الفيلم (الإنجليزية)